# Yoshi Touch & Go
Yoshi Touch & Go es un videojuego para Nintendo DS que pertenece a la saga Yoshi de Nintendo. Tuvo una buena acogida por su novedoso sistema del uso de la pantalla táctil del Nintendo DS, originalmente se llamaba Balloon Trip como un prototipo de demostración para la DS en 2004. Llegó al mercado en Europa en 6 de mayo de 2005 y se relanzo para la Consola Virtual de Wii U en 2015.
En el reino champiñón todos los niños adoran a estos personajes llamados Yoshi y cuando necesitan ir a algún sitio se montan en su lomo.

## Argumento

### Historia
En el reino Champiñón todos los bebés adoran a Yoshi, este personaje tan amigable, lleva en su lomo a todo aquel bebé Mario o Luigi que necesite ir a algún sitio.

### Personajes
Yoshi y Baby Mario son los dos personajes que manejarás en este juego, así como defenderlos de unos malvados Shy Guys

## Jugabilidad
A diferencia de Yoshi Island DS, Touch and Go simplemente se trata de obtener la mayor cantidad de puntos (Hi-Score) en los modos Puntos, Maratón, Tiempo y Desafío. 
En la primera fase Bebe Mario desciende en tres globos, con el lápiz se dibujan nubes en la pantalla inferior que actúan como plataformas sólidas con el fin de mover a Bebe Mario hacia monedas flotantes o lejos de personajes hostiles. Dibujar un círculo con el stylus (lápiz del DS) en una zona crea una burbuja, azules cuando se dibuja en una zona vacía y naranjas cuando se hace círculos en monedas y enemigos. Con el stylus puede arrastrar y soltar las burbujas o lanzarlas a cualquier dirección para mover objetos, monedas o al mismo Bebe Mario. Juntar más de cinco monedas rápidamente otorga un bono de puntos. A partir de 60,80,100 etc, se determina el color del yoshi en la segunda sección.
La segunda sección es en tierra con Yoshi, este camina automáticamente a la derecha (en Ajustes del juego hay una opción para zurdos que hace que yoshi se mueva a la izquierda)  y por lo tanto debe ser guiado en su camino con las nubes hechas a base de dibujar con el lápiz del DS. Soplar en el micrófono elimina todas las nubes y burbujas de ambas pantallas, en caso de que sea necesario.  
Un solo golpe de un enemigo o proyectil derrota a Yoshi y no hay opción de reanudar. Las nubes dibujadas son sólidas, necesario para cruzar precipicios y también los enemigos no los atraviesan. Tocar a Yoshi con el lápiz hace que salte; tocar de nuevo  mientras está en el aire hace que flote que puede repetirse infinitamente mientras está en el aire. 

### Modos
Puntos 
Es un modo se trata de obtener la mayor cantidad de puntos en una distancia inicial de 300 metros, sin embargo se amplia 200 metros por cada yoshi de color obtenido en fase aérea (60,80,100,etc) Obtener más de 300 puntos desbloquea modo Tiempo.
Maratón 
Modo sin fin o infinito donde se trata de recorrer la mayor distancia posible con 20 huevos a disposición del yoshi verde. En fase aérea al obtener más de 60,80,100,etc puntos se permite iniciar con un yoshi de color que mayor cantidad de huevos. Maratón se divide en segmentos de 2000 metros, al terminar esta distancia Bebe Mario es entregado al yoshi de color del siguiente segmento.
Tiempo
Inicialmente bloqueado hasta superar un récord en modo Puntos. En fase aérea hay estrellas de invencibilidad para obtener puntos rápidamente porque no hay cambio de yoshi en la fase terrestre, esto también sucede en Desafío. Yoshi debe lanzar huevos a los Toadies que secuestraron a Bebe Luigi, aquí las nubes del stylus son amarillas, acelerando a yoshi para alcanzar los Toadies
Desafío 
Una combinación de Maratón y Tiempo. En este modo Yoshi debe recorrer una zona infinita sin suelo donde los únicos enemigos en la pantalla inferior son Briers (inmunes a las burbujas dibujadas en la pantalla táctil) y en la superior hay Goonies esqueletos, Shy Guys, y murciélagos . Los huevos lanzados por Yoshi perforan múltiples enemigos cuando los Briers retraen sus espinas en caso contrario lo bloquean.  Eliminar estos añade segundos a una cuenta regresiva al cual en caso de llegar a cero, Kamek roba a Bebe Mario. No hay cambio de yoshi en la fase terrestre, así se debe obtener tantos puntos como sea posible en la fase aérea para iniciar con un yoshi con una cantidad elevada de huevos
Duelo
El multijugador, el segundo jugador esta en la pantalla superior del DS y la nubes dibujadas son amarillas como en modo Tiempo

## Yoshis
| Color                        | Puntos requeridos (en fase aérea ) para desbloquear         | Capacidad de huevos |
| ---------------------------- | ----------------------------------------------------------- | ------------------- |
| Verde                        | (Ninguno)                                                   | 20                  |
| Cian                         | 60                                                          | 25                  |
| Rosa                         | 80                                                          | 30                  |
| Azul                         | 100                                                         | 35                  |
| Amarillo                     | 120                                                         | 40                  |
| Rojo                         | 140                                                         | 45                  |
| Negro                        | 160                                                         | 50                  |
| Naranja                      | -                                                           | 50                  |
| Morado                       | -                                                           | 50                  |
| Blanco (únicamente maratón ) | Al azar, después de completar un segmento con Yoshi Naranja | Infinito            |

- Datos: Q2632057